# كيث باين
كيث باين (بالإنجليزية: Keith Payne)‏ هو جندي أسترالي، ولد في 30 أغسطس 1933 في إنغهام في أستراليا.